# 2023年宮城県議会議員選挙
2023年宮城県議会議員選挙は、宮城県の議決機関である宮城県議会を構成する議員を改選するため、2023年10月22日に投票が行われた選挙である。

## 概要
県議会議員の任期4年が満了したことに伴って行われた。2011年3月11日に発生した東北地方太平洋沖地震による震災被害（東日本大震災）のため2011年宮城県議会議員選挙が第17回統一地方選挙の日程に行えず延期されたため、2023年度の選挙も2019年度の選挙同様、第20回統一地方選挙と同一日程ではなくこの日程となった。
今回の選挙から石巻・牡鹿選挙区の定員が5→4に、気仙沼・本吉選挙区が3→2にそれぞれ減らす一方、富谷・黒川選挙区の定員が2→3に、宮城選挙区が1→2にそれぞれ増やした。

## 基礎データ
- 告示日：2023年10月13日
- 投票日：2023年10月22日
- 議員定数：59名
- 選挙区：23選挙区（うち5選挙区で無投票[3]）
- 候補数：84名（うち10名が無投票当選）

## 選挙結果
自民党は引き続き第一会派を維持したものの改選前より6議席減らして24議席。公明党は4人全員当選したものの自民と合わせて28人に止まり、過半数割れとなった。ただし、選挙後に自民党推薦の無所属新人ら9人が会派「自民党・県民会議」に合流したため、自民党会派としては単独過半数を超える33人となった。一方、立憲民主党は出馬した10人全員が当選。日本共産党は5議席で現状維持となった。また日本維新の会は4人出馬して2人当選し、県議会で初の議席を獲得した。女性の当選者は過去最多の10人となった。

## 当選した議員
自民党 
 立憲民主党 
 共産党 
 公明党 
 日本維新の会 
 無所属 
| 仙台市             | 青葉区     | 遊佐美由紀   | 村岡貴子   | 佐藤道昭   |
| 仙台市             | 青葉区     | 遠藤伸幸     | 吉川寛康   | 金田基     |
| 仙台市             | 青葉区     | 石森悠士     |            |            |
| 仙台市             | 宮城野区   | 佐々木奈津江 | 大池康一   | 石川光次郎 |
| 仙台市             | 宮城野区   | 松本由男     |            |            |
| 仙台市             | 若林区     | 渡辺勝幸     | 三浦奈名美 | 高橋克也   |
| 仙台市             | 太白区     | 甲地恵       | 舩山由美   | 横山昇     |
| 仙台市             | 太白区     | 佐々木幸士   | 渡辺拓     |            |
| 仙台市             | 泉区       | 小畑仁子     | 遠藤隼人   | 小野寺健   |
| 仙台市             | 泉区       | 伊藤和博     | 外崎浩子   |            |
| 石巻市・牡鹿郡     | 本木忠一   | 佐々木喜藏   | 坂下賢     | 三浦一敏   |
| 塩竈市             | 阿部眞喜   | 天下みゆき   |            |            |
| 気仙沼市・本吉郡   | 熊谷一平   | 守屋守武     |            |            |
| 白石市・刈田郡     | 横山隆光   | 菊地忠久     |            |            |
| 名取市             | 荒川洋平   | 村上久仁     |            |            |
| 角田市・伊具郡     | 八島利美   |              |            |            |
| 多賀城市・七ヶ浜町 | 伏谷修一   | 藤原益栄     |            |            |
| 岩沼市             | 村上智行   |              |            |            |
| 登米市             | 伊藤吉浩   | 渡辺忠悦     |            |            |
| 栗原市             | 熊谷義彦   | 瀬戸健治郎   |            |            |
| 東松島市           | 高橋宗也   |              |            |            |
| 大崎市             | 佐藤仁一   | 菊地恵一     | 中島源陽   | 佐々木賢司 |
| 亘理郡             | 渡辺重益   |              |            |            |
| 宮城郡             | 柚木貴光   | 杉原崇       |            |            |
| 富谷市・黒川郡     | 中山耕一   | 平岡静香     | 藤倉知格   |            |
| 柴田郡             | 枡和也     | 高橋伸二     |            |            |
| 加美郡             | 高橋啓     |              |            |            |
| 遠田郡             | 佐々木功悦 |              |            |            |